# District de Chitwan
Le district de Chitwan – en népalais : चितवन जिल्ला – est l'un des 75 districts du Népal. Il est rattaché à la zone de Narayani et à la région de développement Centre. La population du district s'élevait à 579 984 habitants en 2011.

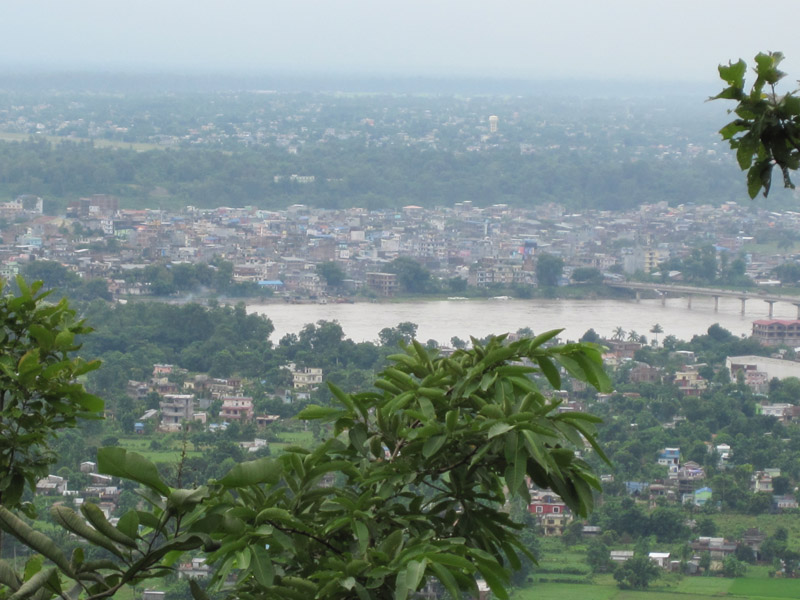
Vue sur la ville de Narayangarh depuis le temple Maula Kalika de Gandakot